# 삼성 갤럭시 A11
삼성 갤럭시 A11(영어: Samsung Galaxy A11)은 2020년 3월 공개한 삼성 갤럭시 A 시리즈의 2020년 모델이다.지문인식(후면), 삼성 페이 등이 탑재된 모델이다.

## 같이 보기
- 삼성 갤럭시